# Måns Zelmerlöw
Måns Petter Albert Sahlén Zelmerlöw ([ˈmɔns ˈsɛlmɛrˈløːv], ur. 13 czerwca 1986 w Lund) – szwedzki piosenkarz, kompozytor, autor tekstów piosenek, tancerz, prezenter telewizyjny i aktor musicalowy.
Karierę artystyczną rozpoczął w 2002 jako aktor musicalowy, wystąpił w musicalach: Józef i cudowny płaszcz snów w technikolorze, Sklepik z horrorami i Grease. Popularność przyniósł mu występ w drugiej edycji programu rozrywkowego Idol (2005). Od tamtej pory wydał sześć albumów studyjnych: Stand by for…  (2007), MZW (2009), Barcelona Sessions (2014), Perfectly Damaged (2015), Chameleon (2016) i Time (2019) oraz dwa albumy świąteczne: Christmas with Friends (2010) i Kära vinter (2011), przy czym z trzema płytami dotarł do pierwszego miejsca na liście najchętniej kupowanych albumów w Szwecji. Za sprzedaż płyt i singli w Szwecji otrzymał jedną pięciokrotnie platynową płytę, jedną podwójnie platynowe, trzy platynowe i trzy złote.
Czterokrotny uczestnik programu Melodifestivalen (2007, 2009, 2015, 2025). Zwycięzca 60. Konkursu Piosenki Eurowizji (2015). Laureat trzech nagród magazynu „QX”, nagrody Rockbjörnen i Nickelodeon Kids’ Choice Award. Był też uczestnikiem lub prowadzącym kilku programów rozrywkowych i użyczył głosu postaciom w kilku filmach animowanych. Prowadzi czynnie działalność charytatywną jako współzałożyciel fundacji „Zelmerlöw & Björkman Foundation”.

## Rodzina i edukacja
Jest synem profesorki akademickiej Birgitty Sahlén i chirurga Svena-Olofa Zelmerlöwa. Ma młodszą siostrę Fanny.
W dzieciństwie uczęszczał na kurs tańca afrykańskiego oraz na lekcje fortepianu. Jako nastolatek uczył się także gry na gitarze. W trakcie nauki w siódmej klasie szkoły podstawowej wygrał konkurs dla młodych talentów. W trakcie nauki w szkole średniej realizował program edukacyjny, stanowiący połączenie zajęć muzycznych z naukami przyrodniczymi, dzięki czemu angażował się w szkolne przedstawienia.
W październiku 2008 rozpoczął studia na wydziale ekonomicznym.

## Kariera muzyczna
W 2002 został obsadzony w głównej roli w musicalu Andrew Lloyda Webbera Józef i cudowny płaszcz snów w technikolorze wystawianym na czołowych scenach Malmö. W przesłuchaniach do roli brało udział ponad 2 tys. kandydatów. Wystąpił w 128 wyprzedanych przedstawieniach. Przed ukończeniem ostatniego roku szkoły średniej otrzymał angaż – główną rolę Seymoura – do adaptacji spektaklu Sklepik z horrorami wystawianego przez Teatr Miejski w Lund. Następnie wyjechał na trzy miesiące do Grecji w celach zarobkowych, gdzie sprzedawał bilety plażowiczom i występował jako komik w farsach dla turystów. W 2006 wcielił się w rolę Danny’ego Zuko w musicalu Grease wystawianym w jednym z teatrów w Malmö. Za rolę otrzymywał za rolę pozytywne recenzje.

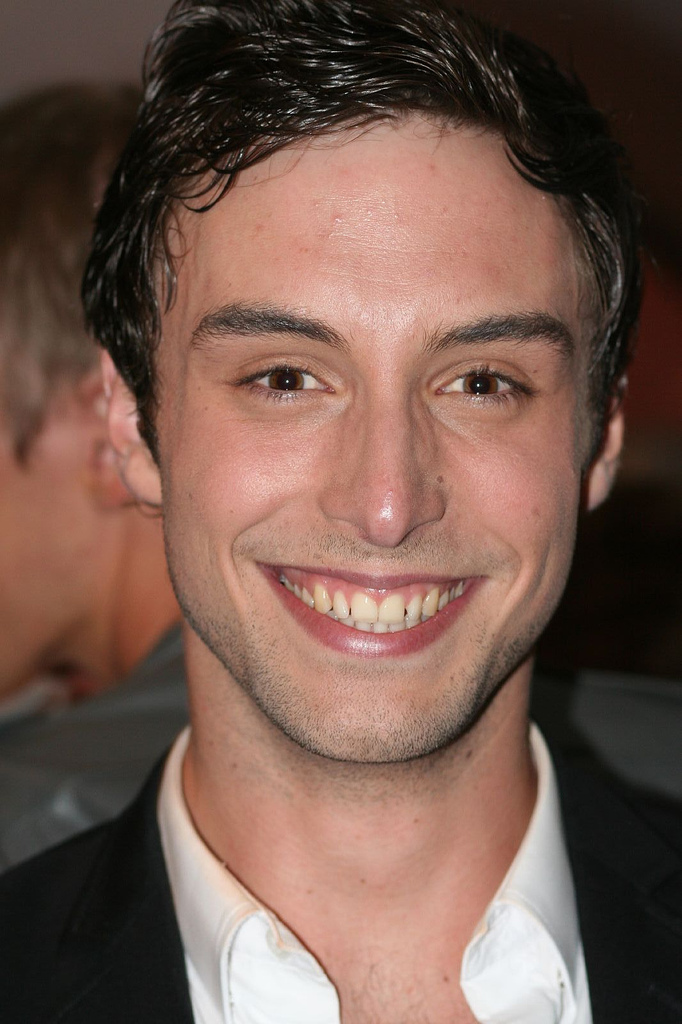
Zelmerlöw (2007)

W 2005 zajął piąte miejsce w drugiej szwedzkiej wersji programu Idol. W 2006 podpisał kontrakt z wytwórnią płytową Warner Music Sweden. W 2007 wziął udział z utworem „Cara mia” w Melodifestivalen, programie wyłaniającym reprezentanta Szwecji w Konkursie Piosenki Eurowizji. W lutym wystąpił w trzecim półfinale selekcji i z pierwszego miejsca awansował do finału, w którym zajął trzecie miejsce. Niedługo po finale selekcji z utworem wygrał Konkurs Drugiej Szansy OGAE, a także dotarł na szczyt szwedzkiej listy przebojów i na czwarte miejsce notowania w Finlandii. Pod koniec maja wydał debiutancki album studyjny pt. Stand by for…, z którym trafił na pierwsze miejsce listy sprzedaży w Szwecji i za który odebrał status platynowej płyty. Album promował singlami: „Cara mia”, „Work of Art (da Vinci)”, „Brother oh Brother” i „Miss America”. Również w 2007 wykonał w duecie z Carolą piosenkę „Bro över mörka vatten” na koncercie Victoriadagen, który był organizowany z okazji urodzin księżniczki Victorii, a także zagrał główną rolę w musicalu Footloose, za co otrzymał nominację do nagrody Guldmasken. W grudniu nagrał w duecie z Agnes Carlsson autorską wersję przeboju Mariah Carey „All I Want for Christmas Is You” na potrzeby spotu reklamowego dla marki odzieżowej MQ, a także otrzymał nominacje do nagród Grammis w kategoriach: najlepszy artysta szwedzki, najlepszy utwór roku (za „Cara mia”) oraz najlepszy debiut roku (za Stand by for…).
W styczniu 2008 odebrał nagrodę dla najlepszego szwedzkiego piosenkarza na festiwalu Rockbjörnen, a w lutym zgarnął statuetki magazynu „QX” za wygraną w kategoriach: najlepszy artysta i najlepszy utwór (za „Cara mia”). 25 kwietnia wystąpił gościnnie z utworem „Brother oh Brother” na gali Eska Music Award. Latem wziął udział w trasie koncertowej Diggiloo, a także był zagraniczną gwiazdą podczas kilku koncertów z trasy Radia Eska Hity Na Czasie. W sierpniu startował z piosenką „Brother oh Brother” w konkursie o Bursztynowego Słowika i Słowika Publiczności podczas 45. festiwalu sopockiego. Do końca roku jeszcze kilkukrotnie wystąpił jako gość muzyczny w Polsce, realizując nagrania dla programów Taniec z gwiazdami i Jaka to melodia?. Był również jednym z kompozytorów piosenki „Shine”, biorącej udział w rumuńskich eliminacjach do 53. Konkursu Piosenki Eurowizji. W listopadzie wystąpił na festiwalu Stjärnklart.
W lutym 2009 opublikował singiel „Impossible”, który został wykorzystany w reklamie firmy telekomunikacyjnej Telia. Wiosną wziął udział z utworem „Hope & Glory” w programie Melodifestivalen 2009, w którym zajął czwarte miejsce, w tym pierwsze miejsce w głosowaniu jurorów i piąte w rankingu telewidzów. W marcu wydał singiel „Rewind”, który był drugim singlem z płyty pt. MZW, wydanej pod koniec miesiąca. Tydzień przed premierą uzyskał za album status złotej płyty, a niedługo po premierze trafił z nim na pierwsze miejsce szwedzkiej listy sprzedaży. W maju zaśpiewał singiel „Hold On” na gali Humorgalan, będącej częścią akcji UNICEF na rzecz dzieci z najbiedniejszych zakątków świata. W ramach promocji płyty MZW wyruszył w trasę koncertową, obejmującą większość szwedzkich miast, a w tym czasie zaśpiewał też m.in. podczas jednego z koncertów Allsång på Skansen. W lipcu wystąpił na urodzinach księżniczki Wiktorii. Pod koniec października wystąpił z piosenką „Impossible” podczas szwedzkiej gali Rosa Bandet Galan. W listopadzie wyruszył w trasę koncertową po Szwecji, podczas której w ciągu 22 dni zagrał 32 świąteczne koncerty razem z artystkami, takimi jak Shirley Clamp, Sonja Aldén czy Sanna Nielsen.

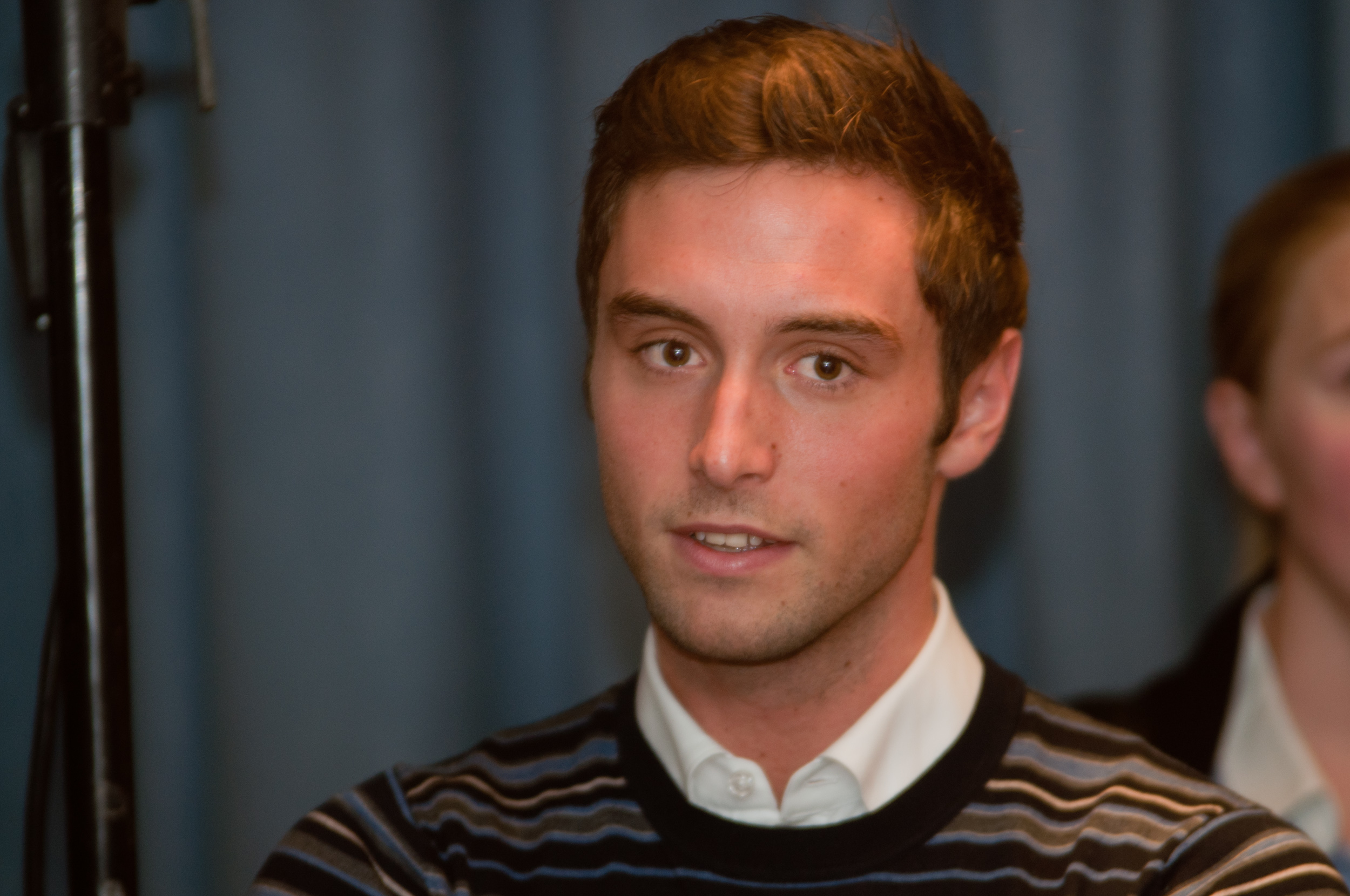
Zelmerlöw na konferencji prasowej przed Melodifestivalen 2011 (2010)

W kwietniu 2010 zaśpiewał gościnnie w utworze Marii Haukaas Storeng „Precious to Me”. W listopadzie wydał trzeci album studyjny pt. Christmas with Friends, na którym umieścił 11 aranżacji świątecznych utworów, powstałych w duecie z wieloma szwedzkimi artystami, w tym dwie autorskie piosenki. Płytę promował singlami „December” i „Vit som en snö”, który nagrał z Pernillą Andersson. W listopadzie otrzymał nominacje do nagród magazynu „QX” w kategoriach: najlepszy szwedzki mężczyzna i najlepszy szwedzki utwór (za „Hope & Glory”). W marcu 2013 wydał utwór „Broken Parts”, którym zapowiadał premierę kolejnego albumu. W międzyczasie nagrał piosenkę „Run for Your Life”, napisaną na zamówienie szwedzkiej telewizji. We wrześniu wydał utwór „Beautiful Life”, będący drugim singlem z albumu pt. Barcelona Sessions, który ukazał się w 2014. Napisał też piosenkę „Hello Goodbye” dla duetu Erik Segerstedt i Tone Damli, uczestników programu Melodifestivalen 2013. Pod koniec roku zagrał główną rolę w nowej wersji musicalu Spök.

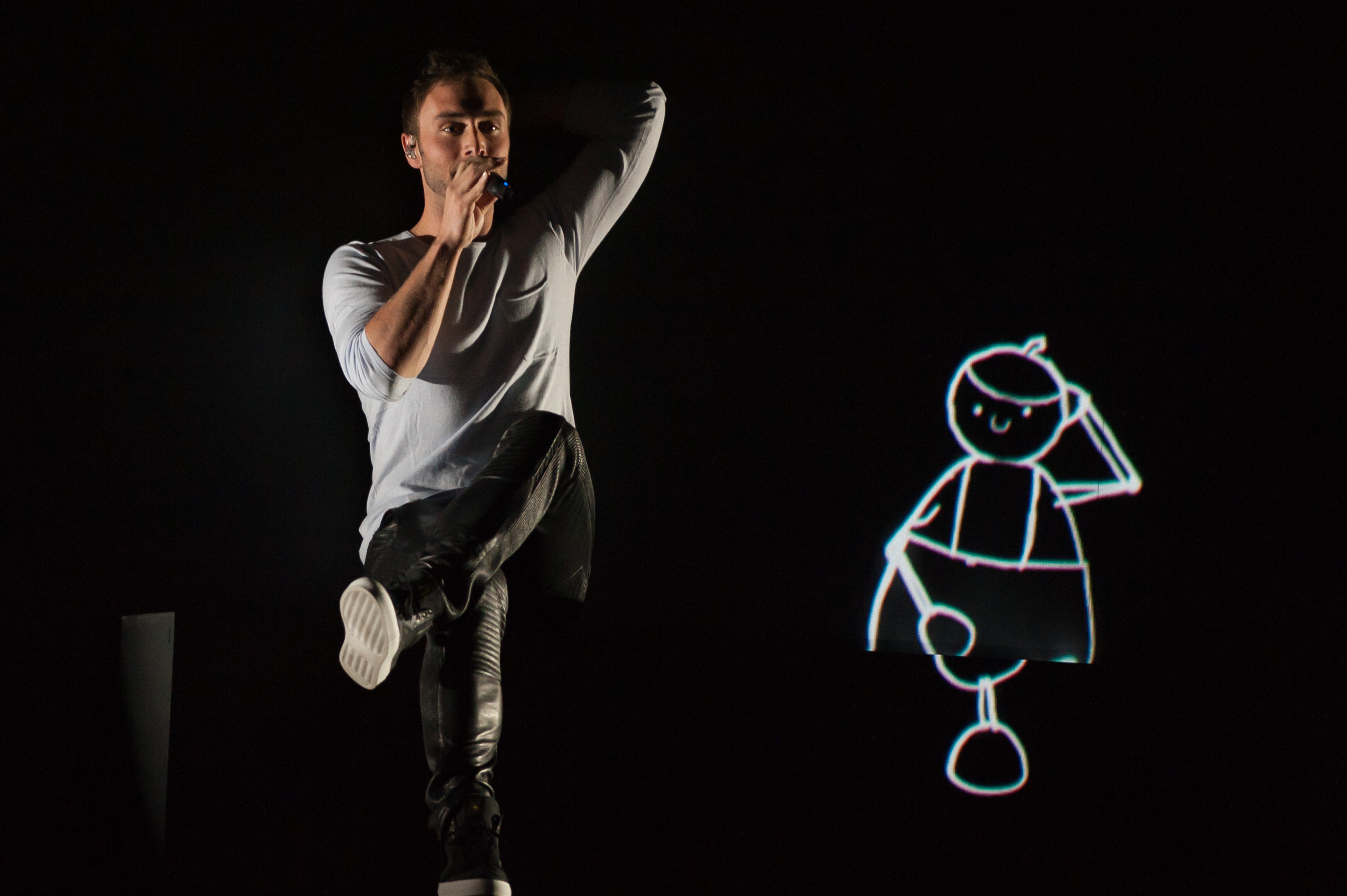
Zelmerlöw podczas 60. Konkursu Piosenki Eurowizji w Wiedniu (2015)

Pod koniec grudnia 2014 z piosenką „Heroes” zakwalifikował się do stawki konkursowej Melodifestivalen 2015. W marcu 2015 zwyciężył w finale programu, dzięki czemu został wybrany na reprezentanta Szwecji w 60. Konkursie Piosenki Eurowizji organizowanym w Wiedniu. Jeszcze przed rozstrzygnięciem konkursu był jednym z głównych faworytów do wygranej. 24 maja zdobył największą liczbę 365 punktów (w tym maksymalne noty 12 pkt z 12 krajów), dzięki czemu zwyciężył w finale Eurowizji 2015. Po finale konkursu otrzymał Nagrodę Artystyczną im. Marcela Bezençona. 5 czerwca wydał album pt. Perfectly Damaged, który zadebiutował na pierwszym miejscu szwedzkiej listy sprzedaży.

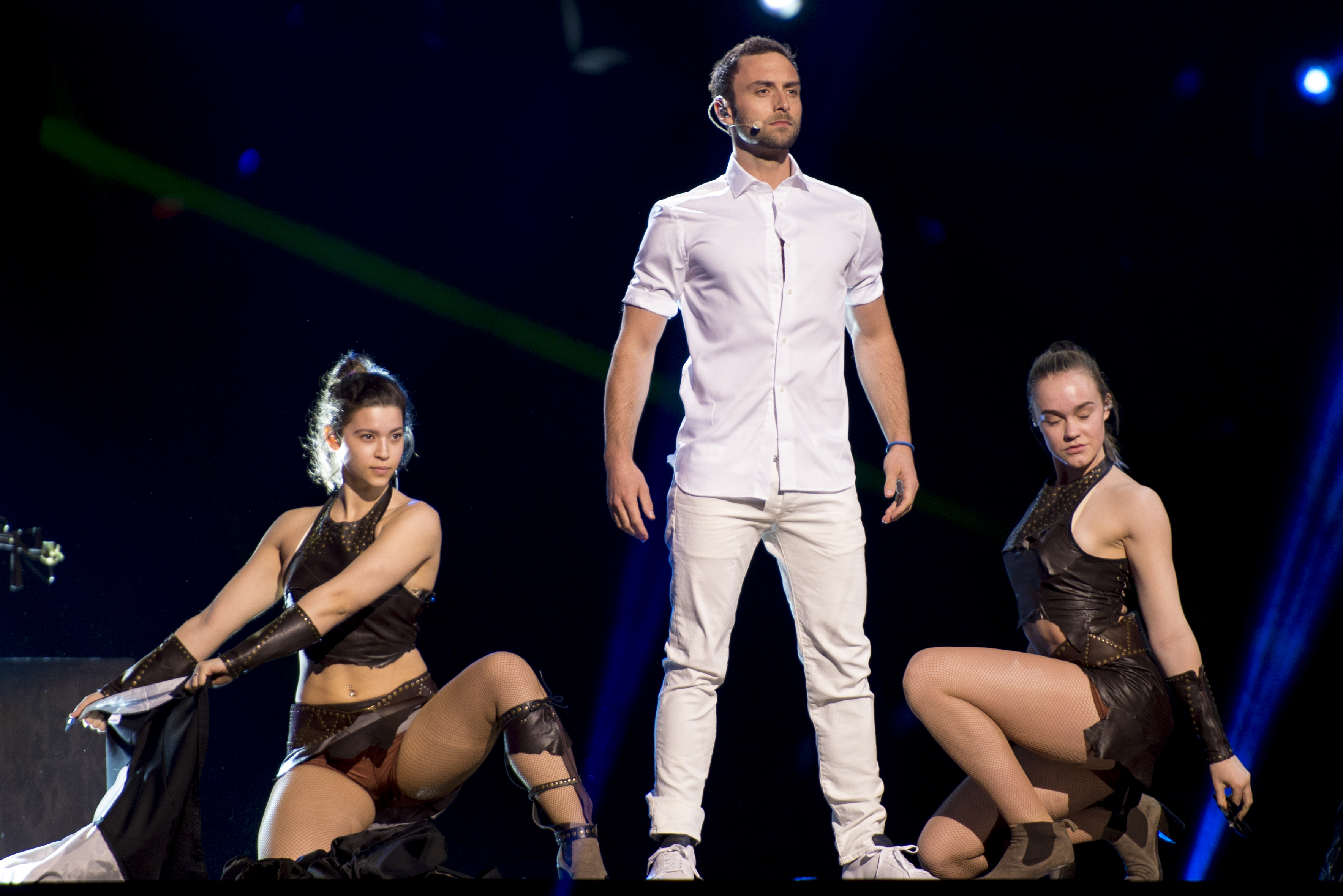
Zelmerlöw podczas 61. Konkursu Piosenki Eurowizji w Sztokholmie (2016)

W maju 2016 współprowadził 61. Konkurs Piosenki Eurowizji w Sztokholmie, a także wystąpił gościnnie w finale konkursu, prezentując singiel „Fire in the Rain”. 23 lipca wystąpił na Open Hair Festival w Sieradzu. 21 sierpnia wystąpił w programie Sommarkrysset, w którym zaprezentował utwór „Hanging on to Nothing”, będący drugim singlem zapowiadającym jego kolejną płytę. Tydzień później wystąpił na festiwalu Magiczne zakończenie wakacji organizowanym w Kielcach przez RMF FM i Telewizję Polsat. 2 grudnia wydał szósty album studyjny pt. Chameleon, a trzecim singlem go promującym była piosenka „Glorious”. Wiosną 2017 wyruszył w europejską trasę koncertową, obejmującą m.in. koncert w klubie Stodoła w Warszawie; fragmenty koncertu znalazły się w jego teledysku do singla „Hanging on to Nothing”u. W marcu 2018 wystąpił gościnnie podczas polskich eliminacji do 63. Konkursu Piosenki Eurowizji. W maju 2019 wystąpił jako gość w 64. Konkursie Piosenki Eurowizji w Tel Awiwie, gdzie wykonał cover piosenki Eleni Fureiry „Fuego”, którą następnie wydał w wersji cyfrowej. 18 października wydał album pt. Time, który promował singlami: „Walk with Me” (z gościnnym udziałem Dotter), „Grow Up to Be You” i „Better Now”. 16 maja 2020 wystąpił w koncercie Światło dla Europy, który był transmitowany z Hilversum i został zorganizowany w zastępstwie 65. Konkursu Piosenki Eurowizji.
W 2025 z piosenką „Revolution” zajął drugie miejsce w finale programu Melodifestivalen 2025.

## Działalność pozamuzyczna

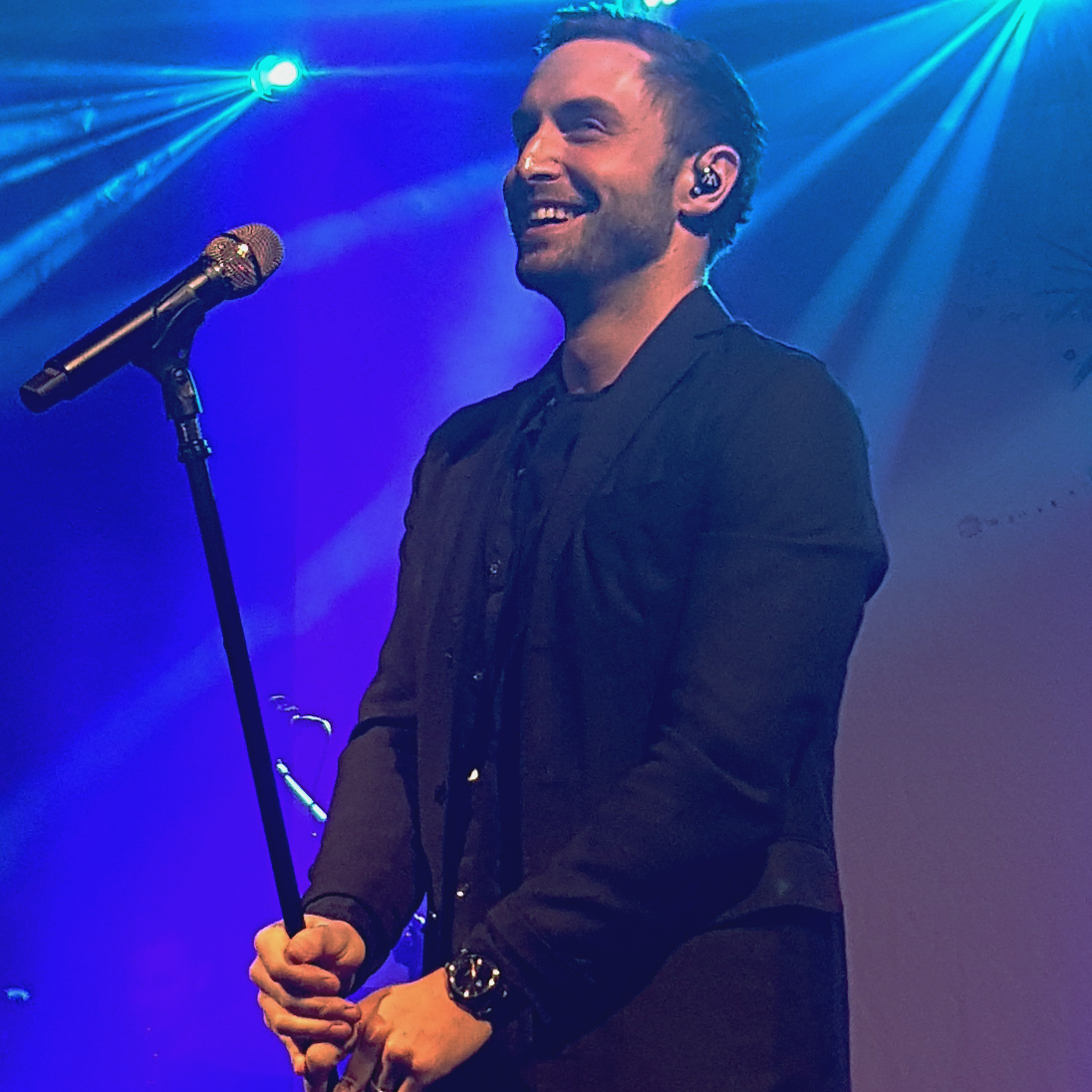
Zelmerlöw w Gdańsku (2017)

Zwyciężył w parze z Marią Karlsson w pierwszej edycji programu rozrywkowego TV4 Let’s Dance (2006). Wcześniej trzykrotnie odrzucał zaproszenie do udziału w programie. Współprowadził finał szwedzkich eliminacji do 5. Konkursu Piosenki Eurowizji dla Dzieci (2007), finał Melodifestivalen 2010, program Allsång på Skansen (2013), trzy koncerty letniej trasy koncertowej Sommarkrysset (2009), koncerty 61. Konkursu Piosenki Eurowizji w Sztokholmie (2016) i brytyjskie eliminacje eurowizyjne Eurovision: You Decide (2018–2019).
W 2013 wraz z Jonasem Björkmanem założył fundację „Zelmerlöw & Björkman Foundation”, za pośrednictwem której zbiera fundusze na pomoc materialno-naukową mieszkańcom Afryki Południwej.
W 2007 został okrzyknięty najseksowniejszym Szwedem według redakcji magazynu „QX”. W styczniu 2009 został uznany za szóstego najbardziej wpływowego Szweda w plebiscycie szwedzkiego magazynu „Se & Hör”. W 2015 wystąpił w sesji zdjęciowej dla magazynu „Gay Times”, która została zrealizowana na potrzeby akcji społecznej Prostate Cancer UK mającej zachęcić mężczyzn do badań profilaktycznych prostaty.

## Życie prywatne
W latach 2008–2011 spotykał się z piosenkarką Marie Serneholt. 5 września 2019 poślubił aktorkę Ciarę Janson, z którą ma dwóch synów: Alberta Ossiana (ur. 2018) i Ossiana Matteusa (ur. 2022). Żona piosenkarza w marcu 2025 ogłosiła złożenie pozwu o rozwód.
Przez osiem lat mieszkał w Wielkiej Brytanii, po czym wrócił do Szwecji.

## Dyskografia
- Stand by for…  (2007)
- MZW (2009)
- Christmas with Friends (2010)
- Kära vinter (2011)
- Barcelona Sessions (2014)
- Perfectly Damaged (2015)
- Chameleon (2016)
- Time(inne języki) (2019)

## Filmografia

### Dubbing
| Rok  | Tytuł                    | Rola               |
| ---- | ------------------------ | ------------------ |
| 2009 | SpongeBob Kanciastoporty | Jack Kahuna Laguna |
| 2009 | Planeta 51               | Lem                |
| 2010 | Zaplątani                | Flynn Rider        |
| 2016 | Trolle                   | Branch             |

## Nagrody i nominacje
| Rok  | Gala rozdania                        | Kategoria                                                                     | Wynik      |
| ---- | ------------------------------------ | ----------------------------------------------------------------------------- | ---------- |
| 2007 | Melodifestivalen 2007                | Najlepszy utwór („Cara mia”)                                                  | 3. miejsce |
| 2007 | OGAE Second Chance Contest           | Najlepszy utwór („Cara mia”)                                                  | Wygrana    |
| 2007 | Guldmasken                           | Rola musicalowa pierwszoplanowa (Tommy w Footloose)                           | Nominacja  |
| 2007 | Rockbjörnen                          | Najlepszy szwedzki debiut                                                     | Wygrana    |
| 2007 | Rockbjörnen                          | Najlepszy szwedzki utwór („Cara mia”)                                         | Nominacja  |
| 2007 | Rockbjörnen                          | Najlepszy szwedzki wokalista                                                  | Nominacja  |
| 2007 | Nagrody Magazynu QX                  | Najseksowniejszy Szwed                                                        | Wygrana    |
| 2007 | Bravoora 2007                        | Artysta roku                                                                  | 6. miejsce |
| 2008 | Grammis 2008                         | Najlepszy artysta szwedzki (Stand by for…)                                    | Nominacja  |
| 2008 | Grammis 2008                         | Najlepszy utwór roku („Cara mia”)                                             | Nominacja  |
| 2008 | Grammis 2008                         | Najlepszy debiut roku (Stand by for…)                                         | Nominacja  |
| 2008 | Nagrody Magazynu QX                  | Najlepszy szwedzki artysta                                                    | Wygrana    |
| 2008 | Nagrody Magazynu QX                  | Najlepszy szwedzki utwór („Cara mia”)                                         | Wygrana    |
| 2008 | Konkurs Sopot Festival 2008          | Konkurs o Bursztynowego Słowika i Słowika Publiczności („Brother oh Brother”) | 5. miejsce |
| 2008 | Magazyn Se & Hör                     | Najbardziej wpływowi Szwedzi                                                  | 6. miejsce |
| 2008 | Mikrofony Popcornu                   | Wokalista roku (Świat)                                                        | Nominacja  |
| 2009 | Melodifestivalen 2009                | „Hope & Glory”                                                                | 4. miejsce |
| 2010 | Grammis 2010                         | Najlepszy utwór roku („Hope & Glory”)                                         | Nominacja  |
| 2010 | Nagrody Magazynu QX                  | Najlepszy szwedzki utwór („Hope & Glory”)                                     | Nominacja  |
| 2010 | Nagrody Magazynu QX                  | Najlepszy szwedzki artysta                                                    | Nominacja  |
| 2010 | Finest Awards                        | Najlepiej ubrany mężczyzna                                                    | Wygrana    |
| 2010 | Nickelodeon Kids’ Choice Awards 2010 | Gwiazda telewizji                                                             | Wygrana    |
| 2010 | Edvard-pris                          |                                                                               | Nominacja  |
| 2011 | Nagrody Magazynu QX                  | Telewizyjna gwiazda roku                                                      | Nominacja  |
| 2015 | Melodifestivalen 2015                | Najlepszy utwór („Heroes”)                                                    | Wygrana    |
| 2015 | Konkurs Piosenki Eurowizji 2015      | Najlepszy utwór („Heroes”)                                                    | Wygrana    |
| 2015 | Nagrody im. Marcela Bezençona        | Nagroda Artystyczna                                                           | Wygrana    |